# Azucena (telenovela)
Azucena es una telenovela venezolana por RCTV del año de 1984, estuvo protagonizada por Grecia Colmenares y Javier Vidal.

## Trama
Todos los planes para el matrimonio entre Rodolfo Itriago y Azucena Rodríguez se vienen abajo. Doña Adelaida de Itraigo la madre de Rodolfo y Brenda Mirabal, su eterna pretendiente, hicieron lo indecible para conseguir que Azucena abandonara a Rodolfo, ya que Azucena era una pobre muchacha de un barrio de Caracas y Rodolfo pertenecía a las urbanizaciones del Este de la ciudad. Mucho le debían los Itriago a los Mirabal, socios en le misma compañía de venta de ropas. 
Francisco Itriago y Ricardo Mirabal se conocían desde hace mucho tiempo. Sólo que Ricardo sabía disponer de su dinero, al contrario de Francisco, que últimamente dilapidaba su menguada cuenta corriente con una hermosa muchacha llamada Estrella. 
Ricardo le fue solventando la cuenta por mucho tiempo, hasta que decidió pasarle factura. Esta fue ni más ni menos, que el matrimonio de Rodolfo con su hija Brenda Mirabal. Rodolfo no tiene para donde coger, al verse despreciado por Azucena y acosado por si familia para que se case con Brenda, realiza esto último: su matrimonio con Brenda es inminente. 
Por otro lado, Azucena al ver que no puede casarse con Rodolfo, se decide a hacerlo con un antiguo pretendiente de toda la vida: Rafael Atencio, policía detective adscrito a la Policía Técnica Judicial. 
Antes de casarse, Azucena le confiesa a Rafael su gran secreto (compartido entre los Itriago y los Mirabal) "estoy en estado de Rodolfo"; solo Rodolfo es el que no lo sabe, en este momento de la historia. Mientras tanto, María Gabriela (GABY) hermana de Rodolfo, se ve envuelta en una aventura con Julio, primo de Estrella, la "amiga" de su padre. A lo largo de la trama, Rodolfo sigue buscando a Azucena, provocando los celos de Brenda hasta el punto de ésta buscar los amores de Rafael, el esposo de Azucena. 
Los amores de Francisco, el padre de Rodolfo con Estrella tienen como resultado que es pelee con su esposa, y abandone el hogar. Un personaje entre en acción. Se trata de Jack Didier, embaucador de profesión, el cual estafa a Francisco y a Ricardo e intenta el asalto a un Banco en compañía de una banda Esta banda se trata ni más ni menos que de la comandada por Julio, primo de Estrella, la propia Estrella y la incauta de Gaby, arrastrada al delito por el amor delirante que la guarda a Julio. 
En el frustrado asalto, interviene por la policía, Rafael Atencio. Muere Didier, Estrella se esconde en una covacha y Julio y Brenda se esconden en una casa de la playa que le presta una amiga llamada Patricia. Rafael queda entre la vida y la muerte. 
Paralelamente, al frustrado asalto, Rodolfo se llega a enterar por la señora que trabaja en su casa, Rosalía (servicio), que tanto su mamá, Trinidad, como Brenda urdieron toda la trama para esconderle la verdad sobre su hijo con Azucena. En este interino también Brenda le confiesa a Rodolfo, que va a tener un hijo suyo. Rafael se salva después de ser intervenido quirúrgicamente, pero queda ciego. Azucena al verlo así, toma la determinación de seguir con él, a pesar de las grandes dudas que se agolpan en su corazón. 
Ahora la arremetida amorosa es más fuerte, cuando Rodolfo sabe que Anakarina, la hija de Azucena, es su hija. El tiempo y la frustración de su ceguera, hace que Rafael se vuelva irascible y, deje en un momento determinado a Azucena. Son muchas las soledades, las dudas. las sospechas, el dolor de notar que aquella niña se la lleva el padre de paseo. Duda de Azucena. Duda de todo el mundo hasta que decide alejarse y abandonar a Azucena. Al final la pareja protagónica se unirá.

## Elenco
- Grecia Colmenares - Azucena Rodríguez
- Javier Vidal - Rodolfo Itriago
- Julie Restifo - Brenda Mirabal
- Yanis Chimaras - Detective Rafael Atencio
- Carlos Cámara Jr. - Julio Manrique
- Romelia Agüero - Doña Rosalia
- Gladys Cáceres - Doña Adelaida De Itriago
- Arturo Calderón - Don Ricardo Mirabal
- Nohely Arteaga - María Gabriela Itriago
- Carlos Márquez - Iván Rómulo
- Dilia Waikkarán - Doña Ornela De Mirabal
- Violeta González - Doña Elvia Rodriguez
- Julio Capote - Don Francisco Itriago
- Yajaira Paredes - Estrella Manrique
- Ernesto Balzi - Dr. Wilfredo Cáceres
- Judith Vásquez - Rosario Itriago
- Zuleima Gonzalez - Margarita
- Luis Malavé - Jack Didier
- Alexis Phillps - Inspector Armando Osuna
- Humberto Tancredi
- Carlos Flores
- Evelyn Berroterán - Vetina
- William Cartaya
- Alfredo Sandoval - Doctor
- Elitce Sánchez - Sirvienta
- Ignacio Navarro - Médico Cirujano
- Enrique Soto - Doctor
- Elizabeth Quintanales - Amiga de Gaby
- Antonio Machuca
- Ron Duarte
- María Medina
- Santos Camargo
- Ulises Castillo